# Kham (langue)
Pour l’article homonyme, voir Kham.
Ne doit pas être confondu avec Tibétain du Kham, Kam (langue) ou ǀKham.
Le kham est une langue sino-tibétaine parlée au Népal.